# Wilmer Velásquez

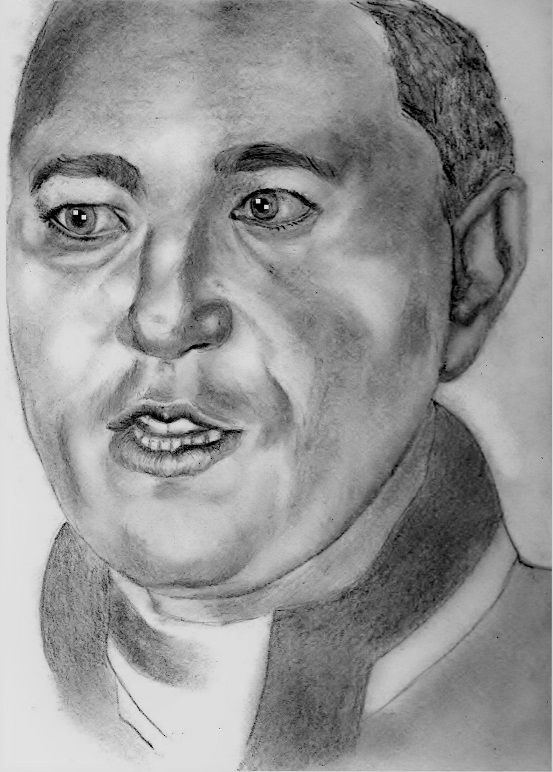
Wilmer Velásquez

Wilmer Raynel Neal Velásquez (* 28. April 1972 in San Pedro Sula) ist ein honduranischer Fußballspieler.
Velásquez spielte mit Unterbrechungen seit 1991 beim honduranischen Rekordmeister Club Deportivo Olimpia. Mit 149 Toren ist er hinter dem Brasilianer Denilson Costa der zweiterfolgreichste Schütze der honduranischen Liga.
Er spielte auch beim mexikanischen Erstligisten CF Atlas, wo er sich jedoch nicht durchsetzen konnte und wieder zu Olimpia zurückkehrte.
Velásquez ist aufgrund seiner Torgefährlichkeit eine Stütze der honduranischen Fußballnationalmannschaft. So erzielte er beim UNCAF Nations Cup 2005 sechs Tore und war damit erfolgreichster Schütze des Turniers, bei dem Honduras den zweiten Platz belegte. Beim folgenden CONCACAF Gold Cup 2005 traf Velásquez dreimal und war damit zusammen mit vier weiteren Spielern Torschützenkönig auch dieses Turniers. Zudem wurde er ins All-Star-Team berufen.